# Індо-португальський стиль в архітектурі Гоа

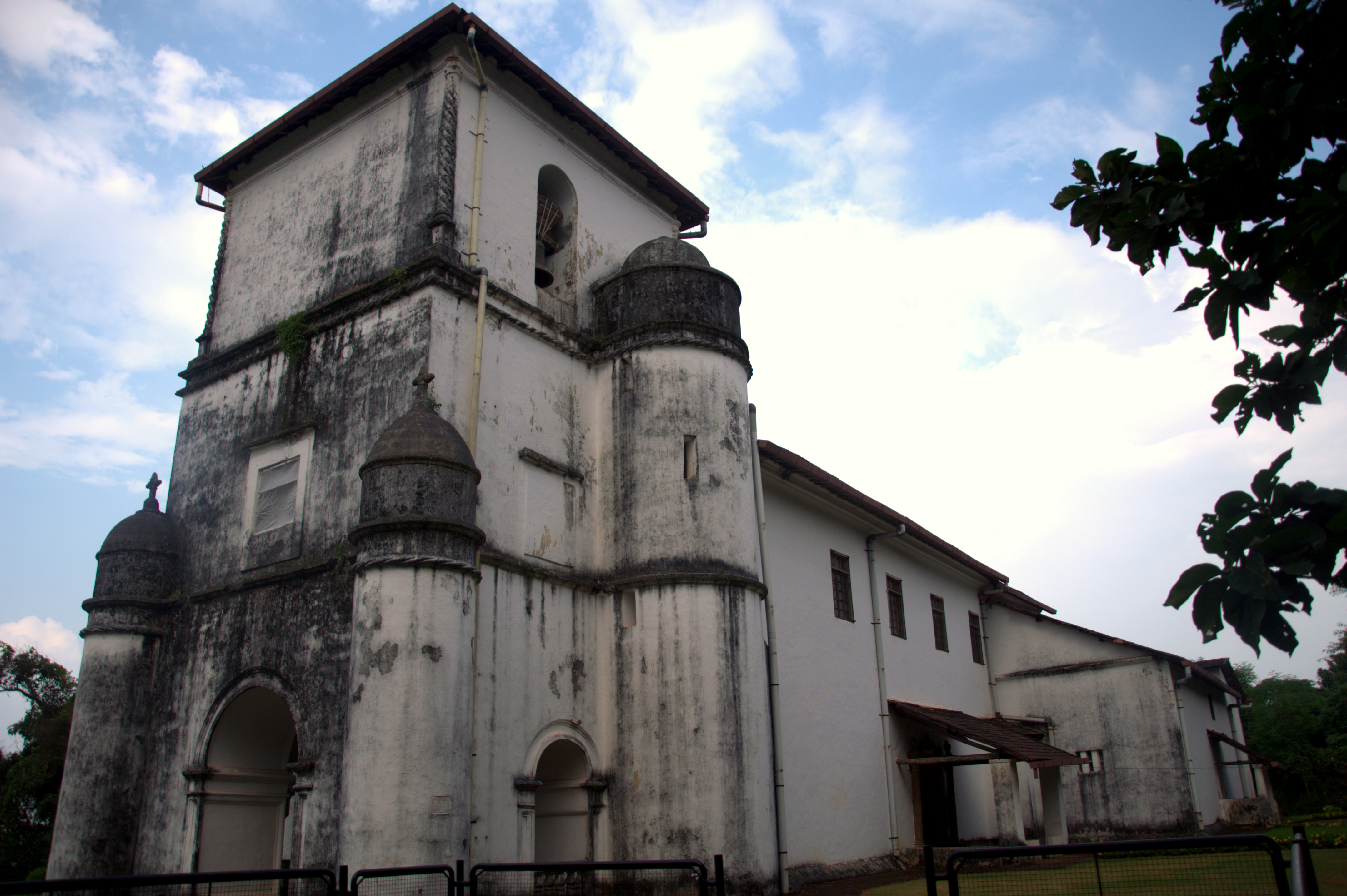
Храм Діви Марії Разарії в Гоа

Індо-португальський стиль — це стиль в архітектурі Гоа, що сформувався під час португальської експансії (1510—1961) як злиття класичних європейських моделей та традиційно індійських матеріалів та технік.

## Формування індо-португальської архітектури
Формування Португальської Індії починається бл. 1505 року, коли перший віце-король дон Франсішку де Алмейда прибув в індійське місто Кочі. Португальська експансія в Індії фактично починається із завоювання Гоа адміралом Афонсу ді Албукерке 25 листопада 1510 р., який спочатку влаштувався в місці, відомому як Старий Гоа (порт. Velha Goa). У 1843 р., внаслідок епідемій і нездорового клімату, португальський уряд офіційно переніс резиденцію віце-короля в Новий Гоа, в нинішню столицю Панаджі. Штат Гоа протягом 450 років був центром Португальської Держави Індії (порт. Estado Português da Índia). У XVII столітті Старий Гоа називали «Золотим Гоа», «Лісабоном Сходу», «Східним Римом».
Виділяють три класи предметів лузо-азійського мистецтва на підставі фактора їх виготовлення: 
1. індійськими майстрами за місцевими традиціями, але з сюжетами, запозиченими у португальців;
2. азійськими майстрами на португальській території, тобто поза своїм соціальним середовищем і кастовій приналежності;
3. португальцями за східними праобразами.

## Військова архітектура
Перша португальська дерев'яна фортеця в Індії була побудована в м. Кочі в 1503 р., в 1505 р. її замінили кам'яною. Спочатку незначні укріплення споруджувалися для захисту товарних складів та інших будівель. Згодом почалося будівництво інших фортець в стратегічних місцях, головним чином в гирлах річок, з метою спостереження та охорони суден. До 1540-тих років португальські майстри споруджували конструкції, які представляли собою поєднання середньовічного замку і сучасних фортець з валами. Розквіт військової архітектури в Португальській Індії припадає на правління короля Філіпа II (середина — кінець XVI століття).
Розрізняють три типи військових укріплень того часу:
- форти і фортеці, побудовані поруч з поселеннями для захисту території;
- невеликі, ізольовані форти для захисту стратегічних місць, зазвичай розташовувалися на узбережжі;
- широкі фортеці, які повністю оточували поселення або місто.

Військові укріплення споруджувалися переважно на пагорбах для відбивання ворожих атак. Стіни фортів традиційно були невисокими через нестачу будівельного матеріалу в Гоа, але міцними й масивними для протистояння ударам ворожої артилерії. Стіни фортець з'єднувалися циліндричними баштами, на яких розташовувалися чавунні гармати. Загальна кількість гармат всіх фортів того часу нараховувала близько 1200 екземплярів. Навколо фортеці виривали рів, що сприяло збільшенню висоти стін споруди і зниженню ризику від нападу ворога.
Із закінченням португальського панування, в XIX столітті стратегічне значення фортів зникає. Військові укріплення почали використовувати як в'язниці для борців за свободу Гоа, а на початку XX століття більшість з них було покинуто. Велика кількість фортець залишилися без стін і споруд, їх розбирали — будівельний матеріал знадобився для зведення поселень. Лише кілька фортів використовується й досі (такі як Тіраколь, форт Агуада, форт Кабо Раджа Бхаван). Уцілілі фортеці стали об'єктами туристичних маршрутів (Форт Кабо де Рама, Форт Чапора).

## Цивільна архітектура
Побудовані португальцями міста мали традиційне планування. Центр знаходився на півночі, навколо нього будувалися адміністративні будівлі, що утворювали площу. У свою чергу площа — традиційне місце для ринку. Вулиці перетиналися під прямим кутом, робилися широкі тротуари. На захід від площі утворювалася зона, де проживали заможні португальці. В окремих кварталах притулок собі знаходили представники нехристиянської конфесії: мусульмани та індуси. Навколо міста зводили кам'яну стіну. За стіною по периметру бідне населення проживало в хатинах.
Для індо-португальського будинку характерним є використання місцевих матеріалів і рослинних натуральних компонентів, переплетення європейських та індійських мотивів в різьблених виробах з дерева і слонової кістки в декорі. Багатоповерхові будинки з білосніжними стінами і червоними черепичними дахами зводилися з необпаленої цегли і каменю-латериту, базальт і граніт везли з Басейну. Черепицю доставляли зі штату Карнатака, побілка в будинках робилася з устричних раковин, розтертих в порошок.
У Португальській Індії побутували три різні архітектурні моделі житла — португальських колоністів, індусів та індійців-християн.
Уздовж берегів річки Мандові зводилися садиби з багатими інтер'єрами. Ці ділянки були подаровані португальцям — дворянам і брахманам. Вілли оточувалися садами в кольорах Бугенвіль, як це прийнято в Португалії. Покоління старих сімей жили в будинках, заповнених меблями з рожевого дерева роботи місцевих ремісників, позолоченими карнизами, дзеркалами, канделябрами в стилі рококо, а також мальовничими портретами власників.
Португальці привнесли в гоанський будинок такі елементи як: свинцеві труби для каналізації, засклені вікна, використання залізних цвяхів. Вікна та двері робилися з дерева або паперу, а скло застосовували для декору. В епоху середньовіччя скло було дорогим матеріалом, в XIX столітті вікна багатьох будинків в Гоа робилися зі шматочків напівпрозорих устричних раковин. Скляні вікна в Індії відомі під португальською назвою «janela (порт. вікно)».
Португальські палаци мають строгі, прості форми. Вони будувалися об'ємними і масивними, але мало освітленими і з мінімальною кількістю декоративних елементів. Єдиною прикрасою служив вхід, який представляв собою драбину з портиком.
Житлові будинки колонізаторів традиційно створювалися з основного корпусу в 1-2 поверхи, з додаванням прибудов, які утворювали внутрішній двір. Будинки споруджувалися масивними, з потужним фасадом. Найчастіше фасад був з декором, вінчали будинок зазвичай високі черепичні дахи. Вхід архітектори споруджували у вигляді портика з колонами. Всередині будинку колонами відділялися особливі частини простору, галереї і веранди виходили в сад і внутрішній невеликий двір. Стелі споруджувалися з системи балок, подібної до корабельної (як в галеонах і каравелах). Система карнизів захищала будинок від тропічних злив. Мініатюрні неглибокі балкони, виступаючі з вікон верхнього поверху, споруджувалися в точності як в Португалії. Балюстради і перила декорувалися ґратами з міцної деревини або виготовлялися методом м'якої ковки. Дотримуючись індійської традиції, будинки ставили на кам'яних платформах, що захищало їх від затоплення й коріння рослин, які швидко розросталися. Окремі елементи, такі як перехресна вентиляція, веранди і балкончики, орнаментовані вікна, а також високі стелі, внутрішній двір, що забезпечує доступ світла і рух повітря в кімнатах, є типовими особливостями португальських будинків в Гоа.
Індійський будинок традиційно мав глухий фасад і будувався у формі прямокутника, де внутрішні приміщення крил будинку виходили до внутрішнього двору. Галерея з колонами відділяла простір, зайнятий домашнім вівтарем, кухнею і місцем для ритуальної їжі. Це приміщення завжди виділяється в структурі індо-португальського будинку і відрізняється пропорціями: довжина залу втричі перевищує ширину; тому учасники ритуальної трапези сідають в лінію. У будинках також розташовувався спеціальний зал для прийомів в особливих випадках, наприклад для весіль. Він розміщувався на другому поверсі, максимально далі від зони сімейного життя.
Будинки індійців-католиків мали таку саму будову, як і в індусів. У великих будинках також є прибудови та приміщення для гостей. Відмінна риса — сімейна каплиця з бароковим інтер'єром. Вхід до каплиці розташовується зазвичай у внутрішньому дворі.
За фасадами індо-португальських будинків нерідко зберігалася індуїстська структура приміщення. Кастова система керувала і сімейним життям індусів. Інтер'єр житла низькокастових індусів і бідних християн схожий. Особливість їхніх будинків — повернення торцем до колодязя або туалету. Традиційно кухня розміщувалася в задній, східній частині будинку, балкон і веранда — в західній.

## Релігійна архітектура
Першими на територію Гоа прибутку францисканці в 1517 р., і, як й кармеліти, августинці, домініканці і єзуїти, започаткували будівництва церков, монастирів і каплиць. Більшість збережених до наших днів церков на території Старого Гоа, побудованих в XVI столітті, стилістично належать до періодів пізнього Відродження і бароко.
Всі церкви в Старому Гоа побудовані повністю або частково з червоного латериту. Базальт, привезений з Басейну, використовувався для створення пілястр і колон, що обрамлюють фасади. Латерит, будучи не таким твердим і міцним як базальт, покривався вапняною штукатуркою для захисту від погодних умов. Незважаючи на те, що церкви належали до різних чернечих орденів, плани розташування дзвіниць, вівтарів, місця церковного хору, ризниці й інших компонентів були приблизно однаковими, відрізнялися лише розмірами. Традиційно будівлі будувалися видовженими, крім Базиліки Бом Хесус, яка є хрестоподібною. Однак ілюзія хрестоподібної форми всередині створювалася і в інших церквах.
Гоанські церкви були змодельовані за європейськими зразками, деякі деталі доводилося змінювати через клімат, доступність матеріалів, майстерність робітників. Через сильні мусони в Гоа від аркад і великих воріт намагалися відмовитися. Замість цих елементів вдавалися до використання дерев'яних дощок, для зменшення розміру входу. Вапняна штукатура була необхідна, щоб захистити конструкції з латериту і підтримувати будівлю. Під час сильних мусонів виникала ймовірність різкого погіршення стану споруди. Саме внаслідок несприятливих погодних умов коледж Св. Павла і церква Св. Августина виявилися в руїнах.
Архітекторами всіх церков і монастирів були іноземці, але майстрів набирали із місцевого населення. Це проявляється в квітковому декорі на внутрішніх стінах, особливо в церкві Святого Франциска Ассізького. У церкві Богоматері Розарії знаходиться кенотаф, прикрашений хитромудрим різьбленням по один бік від головного вівтаря, — очевидний вплив біджапурського стилю. Він також нагадує надгробки Гуджарату.
Базиліка Бом Хесус — єдиний в Гоа собор, фасад якого не покритий ліпниною. У соборі знаходяться нетлінні мощі святого покровителя Гоа Франсиска Ксав'єра. Срібна рака в італійсько-індійському стилі з мощами святого увінчана хрестом з двома ангелами. Усередині Собору розташована дерев'яна кафедра з різьбленими фігурами Ісуса та євангелістів. У 1946 році Папа Пій XII подарував Собору (першому в Південній Азії) статус Малої Базиліки. Будівництво йшло 10 років і було завершено флорентійським скульптором Джованні Фоджіні в 1698 році.
| Базиліка Бом Хесус                                  |
| --------------------------------------------------- |
| - вид збоку - фасад - інтер'єр - мощі Св. Франциска |

Собор Богоматері зведений в 1526 р. на Святій горі Альфонсо де Альбукерке. Це одна з перших церков в Гоа в мануельському стилі, з простим вівтарем, прикрашеним квітковими кошиками.

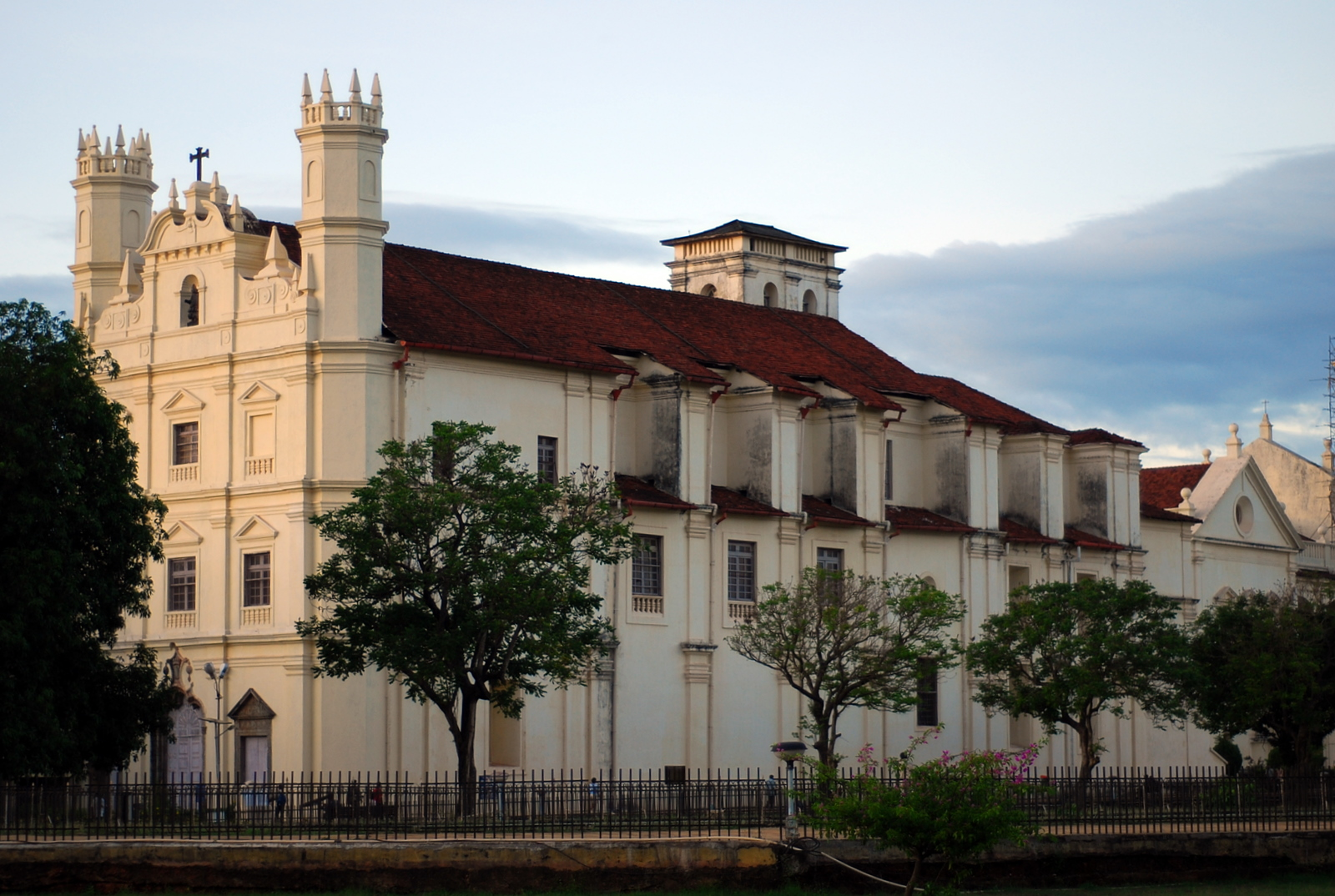
Церква Св. Франциска Ассізького

Церква Св. Франциска Ассізького була споруджена в 1521 р. ченцями-францисканцями й широко відома серед католиків. Виконана в португальському мануельському стилі, який виник за часів правління короля дона Мануеля (1469—1521). Арка в формі трилисника і з ліпними прикрасами зображує морські снасті, доповнену квітковим орнаментом посередині і португальською національною емблемою у вигляді корони. Стіни покриті фресками з рослинним орнаментом, характерним для індійської архітектури. На головному вівтарі зображені розп'ятий Ісус Христос, чотири Євангелісти, Святий Франциск і Богоматір з Немовлям на руках.